# Jarše (Ljubljana)
Jarše (slovenska izgovarjava: [ˈjàːɾʃɛ]) so vas v severovzhodnem delu Ljubljane, v četrtni skupnosti Bežigrad.

## Geografija
Prvotno vaško jedro Jarš leži na terasi nad Reko Savo po stari glavni cesti od Ježice do Hrastja. Pred drugo svetovno vojno je bil del Save pri vasi priljubljeno kopališče. Tla so plitka in peščena, na južni strani so polja . Upravno spada pod četrtno skupnost Bežigrad. Novejši del Jarš, Nove Jarše, leži južneje, vzhodno od pokopališča Žale v sosednji četrtni skupnosti Jarše.

## Ime
Prva omemba Jarše obstaja v zapisih iz leta 1438 kot Jarischach (in kot Jerischa iz leta 1451). Ime izvira iz demonima *Jariščane 'prebivalci Jarišč'. To ime verjetno temelji na zastarelem skupnem samostalniku *jara »(sončna) toplota (sončna)«, ki se nanaša na kraj, za katerega je značilna takšna toplota. Manj verjetna hipoteza izhaja iz pridevnika jar 'posejan spomladi' ali 'slaboten' ali 'jezen', ker pripone -išče ne najdemo s pridevniškimi koreninami in tudi zaradi naglasov. Tako naglašanje in lokalna geografija izključujeta izvor imena iz jar »kraj, kjer se voda peni«.
Staro vaško jedro na severu je poznano kot Stare Jarše ali Spodnje Jarše in novi del na jugu Nove Jarše ali Zgornje Jarše.

## Zgodovina
V vasi so našli kapitele dveh rimskih stebrov, ki pričajo o zgodnji naselitvi. V južnem novem delu Jarš (vključno z 28 hišami in 327 prebivalci) se je spojilo z Mestom Ljubljano leta 1935. Po drugi svetovni vojni so se v novejšem delu Jarš zgradili številne stanovanjske, poslovne in industrijske zgradbe. Jarše so dobile mestni vodovod leta 1961. Preostanek Jarš se je leta 1982 priključila Ljubljani in s tem prenehalo obstajati kot ločeno naselje. Danes so Jarše in Nove Jarše dve ločeni naselji v mestu Ljubljana.

## Osebnosti
V Jaršah so bile rojene oziroma so v njej delovale številne širše znane osebnosti:
- Jakob Dimnik (1856–1924), učitelj, ravnatelj, prvak slovenskega šolstva, novinar, pisatelj in urednik[3]